# 310ヘリックス
310ヘリックスとは、タンパク質の二次構造にまれに見られる構造の1つである。

## 構造

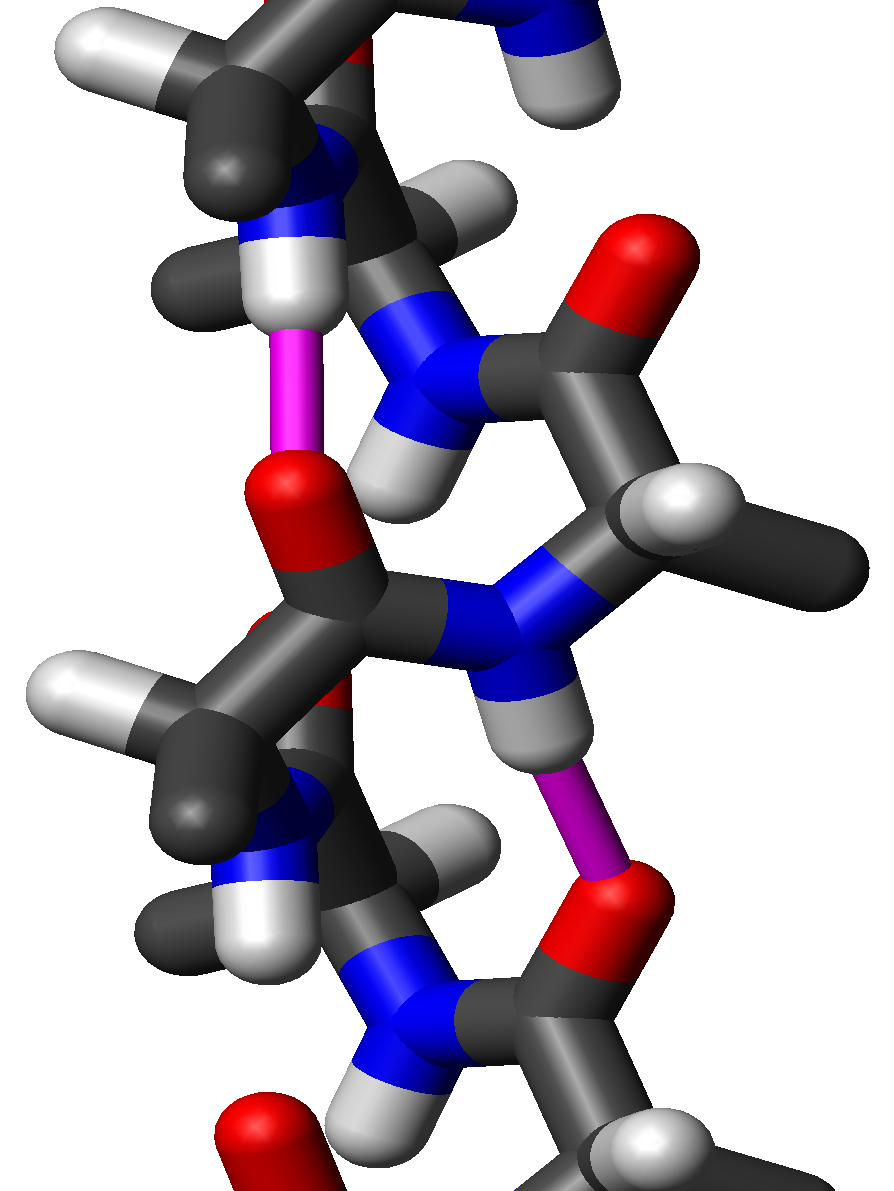
3_{10}ヘリックス中のアラニンを横から見た原子模型。2つの水素結合はマゼンタで色付けしてある。酸素-水素間の距離は1.83Åである。ポリペプチド鎖は上向き、すなわちN末端が下、C末端が上に位置している。アミノ酸の側鎖が下向き、つまりN末端の方を向いていることにも注意してほしい。

310ヘリックスのアミノ酸は右巻きのらせんを形成する。らせん中ではアミノ酸は120度ずつずれて配置し、アミノ酸3つで1巻きとなっている。また軸方向には1巻きごとに2.0Å長くなる。さらにアミノ酸のアミノ基が3つ前のアミノ酸のカルボキシル基と水素結合を形成している。これがαヘリックスだと4つ前、πヘリックスだと5つ前のアミノ酸と水素結合を作ることになる。
この結合を作るアミノ酸残基の二面角 (φ, ψ) は、(-49°, -26°) に近い値を取るが、実はφとψの合計が-75°になるような値を取りうる。これと比べて、αヘリックスの二面角の合計はおよそ-105°、πヘリックスの二面角の合計はおよそ-125°となる。
トランス型の全てのポリペプチドヘリックスの、残基ごとの回転角Ωを与える一般的な公式は次のような式で表される。
{\displaystyle 3\cos \Omega =1-4\cos ^{2}{\frac {\varphi +\psi }{2}}}

## 関連文献
- プレブジャブ エンヘバヤル『蛋白質の立体構造原理解明へのバイオインフォマテイクス研究』北海道大学、2004年。2022年5月14日閲覧。